# L-функція Діріхле
L-функція Діріхле {\displaystyle L_{\chi }(s)} — комплекснозначна функція, задана для {\displaystyle \operatorname {Re} \,s>0} (для {\displaystyle \operatorname {Re} \,s>1} у випадку головного характера) формулою
{\displaystyle L_{\chi }(s)=\sum _{n=1}^{\infty }{\frac {\chi (n)}{n^{s}}}},
де {\displaystyle \chi (n)} — деякий характер Діріхле (по модулю k). {\displaystyle L}-функції Діріхле були введені для доведення теореми Діріхле про прості числа в арифметичних прогресіях, де, зокрема використовується нерівність {\displaystyle L_{\chi }(1)\neq 0} для усіх неголовних характерів.
Для неголовних характерів існує аналітичне продовження до цілої функції. Для головного характера за модулем k існує аналітичне продовження до мероморфної функції, що має простий полюс із лишком {\displaystyle {\frac {\varphi (k)}{k}}}, де {\displaystyle \varphi (k)} — функція Ейлера.

## Добуток Ейлера для L-функцій Діріхле
Зважаючи на мультиплікативність характера Діріхле {\displaystyle \chi } для {\displaystyle L}-функції Діріхле в області {\displaystyle \operatorname {Re} \,s>1} виконується розклад у добуток по простих числах]:
{\displaystyle L_{\chi }(s)=\prod _{p}\left(1-{\frac {\chi (p)}{p^{s}}}\right)^{-1}}.
Ця формула відіграє важливу роль у застосуваннях {\displaystyle L}-функцій у теорії простих чисел.

## Функційне рівняння
Нехай χ — примітивний характер модуля k. Позначимо
{\displaystyle \Lambda (s,\chi )=\left({\frac {\pi }{k}}\right)^{-(s+a)/2}\Gamma \left({\frac {s+a}{2}}\right)L(s,\chi ),}
де Γ — гамма-функція, а символ a заданий як
{\displaystyle a={\begin{cases}0;&\chi (-1)=1,\\1;&\chi (-1)=-1,\end{cases}}}.
Тоді виконується функційне рівняння
{\displaystyle \Lambda (1-s,{\overline {\chi }})={\frac {i^{a}k^{1/2}}{\tau (\chi )}}\Lambda (s,\chi ).}
Тут τ(χ) позначає суми Гаусса
{\displaystyle \sum _{n=1}^{k}\chi (n)\exp(2\pi in/k).}
Зауважимо, що |τ(χ)| = k1/2.

## Зв'язок з дзета-функцією Рімана
{\displaystyle L}-функція Діріхле, для головного характера по модулю k, пов'язана з дзета-функцією Рімана {\displaystyle \zeta (s)} формулою
{\displaystyle L_{\chi _{0}}(s)=\zeta (s)\prod _{p|k}\left(1-{\frac {1}{p^{s}}}\right)}.
Ця формула дозволяє довизначити {\displaystyle L_{\chi _{0}}(s)} для області {\displaystyle Re(s)>0} з простим полюсом в точці {\displaystyle s=1}.

## Зв'язок з дзета-функцією Гурвіца
L-можуть бути подані як лінійні комбінації дзета-функцій Гурвіца у раціональних точках. Для цілого числа k ≥ 1, L-функції для характерів по модулю k є лінійними комбінаціями, зі сталими коефіцієнтами, функцій ζ(s,q) де q = m/k і m = 1, 2, …, k. Тому дзета-функція Гурвіца для раціональних q має властивості близькі до L-функцій. Конкретно, якщо χ — характер Діріхле по модулю k то його L-функція Діріхле є рівною
{\displaystyle L(s,\chi )=\sum _{n=1}^{\infty }{\frac {\chi (n)}{n^{s}}}={\frac {1}{k^{s}}}\sum _{m=1}^{k}\chi (m)\;\zeta \left(s,{\frac {m}{k}}\right).}
Зокрема для головного характера одержується рівність для дзета функції Рімана:
{\displaystyle \zeta (s)={\frac {1}{k^{s}}}\sum _{m=1}^{k}\zeta \left(s,{\frac {m}{k}}\right).}

## Корені L-функцій Діріхле
Якщо χ — примітивний характер Діріхле і χ(−1) = 1, тоді єдиними коренями функції L(s,χ) для яких Re(s) < 0 є від'ємні парні цілі числа.
Якщо χ — примітивний характер Діріхле і χ(−1) = −1, тоді єдиними коренями функції L(s,χ) для яких Re(s) < 0 є від'ємні непарні цілі числа.
Для загального характеру {\displaystyle \chi } існує примітивний характер {\displaystyle \chi ^{*}}, що породжує {\displaystyle \chi }. Тоді виконується рівність {\displaystyle L_{\chi }(s)=L_{\chi ^{*}}(s)\prod _{p|k}\left(1-{\frac {\chi ^{*}(p)}{p^{s}}}\right)}. Тому парні і непарні від'ємні цілі числа теж будуть коренями {\displaystyle L_{\chi }(s)} залежно від знаку {\displaystyle \chi (-1)}. Але додатково коренями з Re(s) < 0 будуть точки в яких добуток позначений знаком добутку у формулі є рівним нулю.
Всі ці корені називаються тривіальними коренями L-функції Діріхле. Всі інші корені називаються нетривіальними. Відомо, що {\displaystyle L_{\chi }(s)\neq 0} для {\displaystyle \operatorname {Re} (s)\geqslant 1}, тому всі нетривіальні корені L-функції знаходяться у смузі {\displaystyle 0<\operatorname {Re} (s)<1}. Вивчення розподілу нетривіальних нулів є важливою проблемою теорії чисел.
Кожна L-функція Діріхле має нескінченну кількість нетривіальних нулів. Згідно з узагальненої гіпотези Рімана усі вони лежать на прямій {\displaystyle \operatorname {Re} (s)={\frac {1}{2}}}.
Існує константа {\displaystyle c}, така що для всіх комплексних характерів модуля k якщо {\displaystyle L_{\chi }(\beta +i\gamma )=0}, то
{\displaystyle \beta <1-{\frac {c}{\log {\big (}k(2+|\gamma |){\big )}}}\ }.
Для дійсних характерів у цьому випадку відомо, що у області заданій цією нерівністю може бути щонайбільше 1 корінь, який може бути лише дійсним числом.
Інші обмеження можна ввести для L-функцій по заданому модулю. Якщо {\displaystyle L_{\chi }(\beta +i\gamma )=0} для характера {\displaystyle \chi } по модулю k то
{\displaystyle \beta <1-{\frac {c_{k}}{\log ^{2/3}{\big (}2+|\gamma |{\big )}\log ^{1/3}{\big (}\log(2+|\gamma |){\big )}}}\ },
де {\displaystyle c_{k}} — константа, що залежить від {\displaystyle k}.